# Nathaniel Niles
William Nathaniel Niles, (né le 5 juillet 1886 à Boston - décédé le 11 juillet 1932 à Brookline) est un joueur de tennis et patineur artistique américain.

## Biographie

### Carrière sportive
Niles a remporté 3 fois le championnat des États-Unis de patinage en simple messieurs et 9 fois en couple avec Theresa Weld Blanchard. Il atteint la quatrième place aux Jeux olympiques d'été de 1920 à Anvers.
En tant que joueur de tennis, il fut finaliste du championnat des États-Unis en simple, en 1917, perdant contre Lindley Murray et vainqueur du double mixte en 1908 avec Edith Rotch.

## Palmarès en patinage artistique

### En individuel
| Compétition                                                                     | 1914 | 1915 | 1916 | 1917 | 1918 | 1919 | 1920 | 1921 | 1922 | 1923 | 1924 | 1925 | 1926 | 1927 | 1928 |
| Jeux olympiques                                                                 |      |      | JA   |      |      |      | 6e   |      |      |      | 6e   |      |      |      | 15e  |
| Championnats du monde                                                           |      | CA   | CA   | CA   | CA   | CA   | CA   | CA   |      |      |      |      |      |      | 10e  |
| Championnats d'Amérique du Nord                                                 |      |      |      |      |      |      |      |      |      | F    |      | 2e   |      | 5e   |      |
| Championnats des États-Unis                                                     | 3e   | CA   | CA   | CA   | 1er  | CA   | 2e   | 2e   | 2e   | F    | 2e   | 1er  | 2e   | 1er  | F    |
| Légende : F= Forfait ; JA = Jeux olympiques annulés ; CA = Championnats annulés |      |      |      |      |      |      |      |      |      |      |      |      |      |      |      |

### En couple artistique
Avec sa partenaire Theresa Weld-Blanchard
| Compétition                                                        | 1914 | 1915 | 1916 | 1917 | 1918 | 1919 | 1920 | 1921 | 1922 | 1923 | 1924 | 1925 | 1926 | 1927 | 1928 | 1929 | 1930 | 1931 | 1932 |
| Jeux olympiques                                                    |      |      | JA   |      |      |      | 4e   |      |      |      | 6e   |      |      |      | 9e   |      |      |      |      |
| Championnats du monde                                              |      | CA   | CA   | CA   | CA   | CA   | CA   | CA   |      |      |      |      |      |      | 7e   |      | 6e   |      | 8e   |
| Championnats d'Amérique du Nord                                    |      |      |      |      |      |      |      |      |      | 2e   |      | 1er  |      | 2e   |      | 2e   |      |      |      |
| Championnats des États-Unis                                        | 2e   | CA   | CA   | CA   | 1er  | CA   | 1er  | 1er  | 1er  | 1er  | 1er  | 1er  | 1er  | 1er  | 2e   | 2e   | 4e   | 4e   | 5e   |
| Légende : JA = Jeux olympiques annulés ; CA = Championnats annulés |      |      |      |      |      |      |      |      |      |      |      |      |      |      |      |      |      |      |      |

## Palmarès en tennis (partiel)

### Finales de simple perdues
|   | Date | Nom et lieu du tournoi    | Cat.      | ($) | Surf.        | Vainqueur      | Score              |
| 1 | 1917 | US Men's National Champ’s | G. Chelem |     | Herbe (ext.) | Lindley Murray | 5-7, 8-6, 6-3, 6-3 |

### Titres en double mixte
|   | Date | Nom et lieu du tournoi             | Cat.      | ($) | Surf.        | Partenaire  | Finalistes                    | Score         |          |
| 1 | 1908 | US Men's National Champ’s, Newport | G. Chelem | 0   | Herbe (ext.) | Edith Rotch | Louise Hammond Raymond Little | 6-4, 4-6, 6-4 | Parcours |